# Cleistogenes songorica
Cleistogenes songorica là một loài thực vật có hoa trong họ Hòa thảo. Loài này được (Roshev.) Ohwi mô tả khoa học đầu tiên năm 1942.